# 华绒苞藤
华绒苞藤（学名：Congea chinensis）为马鞭草科绒苞藤属下的一个种。